# Размокаемость грунтов
Размокаемость грунтов — способность грунтов при замачивании в спокойной воде терять связность и превращаться в рыхлую массу с полной потерей прочности. Одна из характеристик водопрочности грунтов.

## Факторы размокаемости
Размокают дисперсные грунты (особенно лёссовые, глинистые, супесчаные), а также слабосцементированные осадочные грунты с растворимым, неводостойким или глинистым цементом. Размокаемость зависит от химико-минерального состава, структурно-текстурных особенностей, влажности, плотности грунта, состава и концентрации взаимодействующего с грунтом водного раствора и др. факторов.

## Показатели размокаемости
Показателями размокаемости являются: 1) время размокания(tр) — интервал времени, за который образец, помещённый в воду, теряет связность и распадается; 2) скорость размокания (vр) — относительная потеря массы Δm/mo образца за время Δt, где mo — начальная масса образца; 3) характер размокания, оцениваемый визуально в выработках или на образцах.